# Bruno Risi
Bruno Risi (Erstfeld, 6 september 1968) is een Zwitsers ex-wielrenner, die gespecialiseerd was in het baanwielrennen. 

## Biografie
Risi staat bekend als een van de beste zesdaagserenners aller tijden. Hij won in zijn carrière in totaal 62 zesdaagsen. Enkel Peter Post, René Pijnen, Danny Clark en Patrick Sercu hebben meer zesdaagses gewonnen. 37 van zijn 62 overwinningen behaalde hij aan de zijde van zijn landgenoot Kurt Betschart, wat hen de meest succesvolle combinatie aller tijden maakt. Ook samen met Franco Marvulli was hij zeer succesvol, zij wonnen samen 20 keer. 
Naast zesdaagses werd Risi ook vier keer wereldkampioen puntenkoers en twee keer wereldkampioen ploegkoers. Ook op het Europees kampioenschap was hij met twee tittels in de ploegkoers succesvol. 
Hij vertegenwoordigde zijn land in zowel 1996, 2000, 2004 en 2008 vier keer op rij tijdens de Olympische Zomerspelen. In 2004 te Athene behaalde hij samen met Franco Marvulli de zilveren medaille op de ploegkoers. Ze hadden uiteindelijk zeven punten achterstand op de Australische combinatie Brown/O'Grady, en drie punten voorsprong op het Britse duo Wiggins/Hayles. 
Risi reed ook een beperkt programma op de weg. Zo reed hij in 1992 en 1993 twee seizoenen bij het Italiaanse Amore & Vita-Galatron. Hij reed er ook zijn eerste grote ronde, de Giro. In zowel 1992 als in 1993 reed hij hem, telkens moest hij opgeve
De Zesdaagse van Kopenhagen begin 2010 was zijn laatste wedstrijd, aan de zijde van Franco Marvulli werd hij derde. 

## Palmares

### Zesdaagsen
| Nr. | Jaar | Zesdaagse van | Samen met                           |
| --- | ---- | ------------- | ----------------------------------- |
| 1   | 1992 | Dortmund      | Kurt Betschart                      |
| 2   | 1992 | Zürich        | Kurt Betschart                      |
| 3   | 1993 | Dortmund      | Kurt Betschart                      |
| 4   | 1993 | Gent          | Kurt Betschart                      |
| 5   | 1993 | München       | Kurt Betschart                      |
| 6   | 1993 | Zürich        | Kurt Betschart                      |
| 7   | 1994 | Kopenhagen    | Kurt Betschart                      |
| 8   | 1994 | München       | Kurt Betschart                      |
| 9   | 1994 | Bordeaux      | Kurt Betschart                      |
| 10  | 1995 | Keulen        | Kurt Betschart                      |
| 11  | 1995 | Bremen        | Kurt Betschart                      |
| 12  | 1995 | Zürich        | Kurt Betschart                      |
| 13  | 1996 | Kopenhagen    | Kurt Betschart                      |
| 14  | 1996 | Gent          | Kurt Betschart                      |
| 15  | 1996 | Zürich        | Kurt Betschart                      |
| 16  | 1997 | Dortmund      | Kurt Betschart                      |
| 17  | 1997 | München       | Kurt Betschart                      |
| 18  | 1997 | Leipzig       | Kurt Betschart                      |
| 19  | 1998 | Stuttgart     | Kurt Betschart                      |
| 20  | 1998 | Zürich        | Kurt Betschart                      |
| 21  | 1998 | Herning       | Kurt Betschart                      |
| 22  | 1998 | München       | Kurt Betschart                      |
| 23  | 1998 | Fiorenzuola   | Giovanni Lombardi                   |
| 24  | 1999 | Bremen        | Kurt Betschart                      |
| 25  | 1999 | Dortmund      | Kurt Betschart                      |
| 26  | 1999 | Zürich        | Kurt Betschart                      |
| 27  | 2000 | München       | Kurt Betschart                      |
| 28  | 2000 | Zürich        | Kurt Betschart                      |
| 29  | 2002 | Bremen        | Kurt Betschart                      |
| 30  | 2002 | Stuttgart     | Kurt Betschart                      |
| 31  | 2002 | Gent          | Kurt Betschart                      |
| 32  | 2003 | Berlijn       | Kurt Betschart                      |
| 33  | 2003 | Dortmund      | Kurt Betschart                      |
| 34  | 2003 | München       | Kurt Betschart                      |
| 35  | 2004 | Bremen        | Kurt Betschart                      |
| 36  | 2005 | Stuttgart     | Kurt Betschart Franco Marvulli      |
| 37  | 2005 | Berlijn       | Kurt Betschart                      |
| 38  | 2005 | Amsterdam     | Kurt Betschart                      |
| 39  | 2006 | Zürich        | Franco Marvulli                     |
| 40  | 2006 | Maastricht    | Franco Marvulli                     |
| 41  | 2006 | Dortmund      | Erik Zabel                          |
| 42  | 2006 | München       | Erik Zabel                          |
| 43  | 2007 | Stuttgart     | Alexander Aeschbach Franco Marvulli |
| 44  | 2007 | Bremen        | Erik Zabel                          |
| 45  | 2007 | Zürich        | Franco Marvulli                     |
| 46  | 2007 | Kopenhagen    | Franco Marvulli                     |
| 47  | 2007 | Zuidlaren     | Franco Marvulli                     |
| 48  | 2007 | Hasselt       | Franco Marvulli                     |
| 49  | 2007 | Fiorenzuola   | Franco Marvulli                     |
| 50  | 2007 | Dortmund      | Franco Marvulli                     |
| 51  | 2007 | München       | Franco Marvulli                     |
| 52  | 2008 | Zürich        | Danny Stam                          |
| 53  | 2008 | Berlijn       | Franco Marvulli                     |
| 54  | 2008 | Kopenhagen    | Franco Marvulli                     |
| 55  | 2008 | Hasselt       | Franco Marvulli                     |
| 56  | 2008 | Zürich        | Franco Marvulli                     |
| 57  | 2008 | Fiorenzuola   | Franco Marvulli                     |
| 58  | 2008 | Turijn        | Franco Marvulli                     |
| 59  | 2009 | München       | Franco Marvulli                     |
| 60  | 2009 | Zürich        | Franco Marvulli                     |
| 61  | 2009 | Hasselt       | Kenny De Ketele                     |
| 62  | 2010 | Bremen        | Franco Marvulli                     |

| Aantal | Samen met                                                           |
| ------ | ------------------------------------------------------------------- |
| 37     | Kurt Betschart                                                      |
| 20     | Franco Marvulli                                                     |
| 3      | Erik Zabel                                                          |
| 1      | Alexander Aeschbach, Kenny De Ketele, Giovanni Lombardi, Danny Stam |

### Baanwielrennen
| Jaar     | ZK                                                 | EK         | WK          | OS         | WB | Overig        |
| Amateurs | Amateurs                                           | Amateurs   | Amateurs    | Amateurs   | Amateurs | Amateurs      |
| -------- | -------------------------------------------------- | ---------- | ----------- | ---------- | --- | ------------- |
| 1990     |                                                    |            | puntenkoers |            | |               |
| 1991     |                                                    |            | puntenkoers |            | |               |
| Elite    |                                                    |            |             |            | |               |
| 1988     | 1km · achtervolging                                |            |             |            | |               |
| 1989     | achtervolging · ploegenachtervolging               |            |             |            | |               |
| 1990     | achtervolging · 1km                                |            |             |            | |               |
| 1991     | achtervolging                                      |            |             |            | |               |
| 1992     | achtervolging · puntenkoers                        |            | puntenkoers |            | |               |
| 1993     | puntenkoers · achtervolging · ploegenachtervolging |            |             |            | |               |
| 1994     | achtervolging · puntenkoers                        |            | puntenkoers |            | |               |
| 1995     | puntenkoers                                        | ploegkoers | ploegkoers  |            | Manchester: · puntenkoers · ploegkoers                                                                               |               |
| 1996     | ploegenachtervolging                               | ploegkoers |             |            | Cottbus: · puntenkoers · Athene: · puntenkoers                                                                       |               |
| 1997     | puntenkoers                                        | ploegkoers | ploegkoers  |            | Fiorenzuola: · puntenkoers · Sant'Elena: · ploegkoers · puntenkoers · Athene: · puntenkoers · Adelaïde: · ploegkoers |               |
| 1998     |                                                    |            |             |            | Hyères: · ploegkoers · puntenkoers                                                                                   |               |
| 1999     | puntenkoers                                        |            | puntenkoers |            | |               |
| 2000     | puntenkoers                                        | ploegkoers |             |            | Mexico: · ploegkoers                                                                                                 |               |
| 2001     |                                                    | ploegkoers | puntenkoers |            | |               |
| 2002     |                                                    | ploegkoers |             |            | |               |
| 2003     | scratch                                            | ploegkoers | ploegkoers  |            | |               |
| 2004     | puntenkoers · scratch                              |            | ploegkoers  | ploegkoers | Sydney: · ploegkoers                                                                                                 |               |
| 2005     | scratch                                            |            |             |            | | 3daagse Aigle |
| 2006     | ploegkoers                                         | ploegkoers |             |            | |               |
| 2007     | ploegkoers · puntenkoers                           |            | ploegkoers  |            | |               |
| 2008     | puntenkoers                                        |            |             |            | |               |

### Weg
1990
- 5e etappe A Circuit Franco-Belge

1991
- Criterium Frieburg
- Ronde van het Maggioremeer
- Tour du Lac Léman

1992
- Leimentalrundfahrt

1993
- Leimentalrundfahrt

1994
- Criterium Lagenthal
- Leimentalrundfahrt
- Criterium Raubling

1996
- Criterium Bad Homburg

1997
- Criterium Gotzis

1999
- Criterium Breite
- Criterium Hamm

2000
- Criterium Breite
- Criterium Elgg
- Criterium Schrondorf

2001
- Criterium Thun
- Criterium Wiel-am-Rein
- Dernycriterium Osnabrück

2002
- Criterium Wiel-am-Rein
- Criterium Osnabrück
- Sindelfingen - Schleife

2003
- Criterium Holtzkirchen
- Criterium Bruckmhul
- Criterium Breite
- Criterium Wangen

2004
- Criterium Rugell
- Bottrop-Kirchhellen
- Criterium Dachau
- Criterium Steinhagen

2005
- Criterium Geldren

2007
- Criterium Gelskirchen
- 1e etappe Rheinberg
- 3e etappe Schernbeck
- 2e etappe Emerick
- Criterium Bruckmühl
- Halse-Reugsau

2009
- Criterium Breite